# Rudolf Wittkower
Rudolf Wittkower (Berlino, 22 giugno 1901 – New York, 11 ottobre 1971) è stato uno storico dell'architettura, storico dell'arte e saggista tedesco.

## Biografia
Suo padre Henry era un britannico che viveva in Germania. Rudolf Wittkower frequentò per un anno i corsi di architettura a Berlino, poi decise di studiare storia dell'arte a Monaco con Heinrich Wölfflin. Ma il rapporto con Wölfflin si guastò e Wittkower tornò a Berlino per studiare presso Adolph Goldschmidt. Si laureò con una tesi su Domenico Morone e la pittura veronese del Quattrocento.
A Londra s'impiegò presso il Warburg Institute, centro di ricerca specializzato nello studio dell'influenza dell'antichità classica sulla civiltà occidentale europea. Nel 1949 pubblicò Architectural Principles in the Age of Humanism, considerato il suo capolavoro.
Wittkower si dedicò anche all'insegnamento: dal 1949 al 1956 fu docente presso la University of London e, successivamente, per tredici anni, fino al 1969, alla Columbia University di New York.
Il 4 maggio 1971 divenne Socio dell'Accademia delle Scienze di Torino. Morì a New York cinque mesi dopo.

## Opere
- Principi architettonici nell'Età dell'Umanesimo (Architectural Principles in the Age of Humanism, 1949), traduzione di Renato Pedio, Collana Biblioteca di storia dell'arte n.2, Torino, Giulio Einaudi Editore, 1964.
- Arte e Architettura in Italia, 1600-1750 (Art and Architecture in Italy, 1600-1750, 1958), traduzione di L. Monarca Nardini e Maria Vittoria Malvano, Collana Biblioteca di storia dell'arte n.14, Torino, Einaudi, 1972.
- (EN) Bernini: The Sculptor of the Roman Baroque, London, Phaidon Press, 1955.
- Rudolf Wittkower-Margot Wittkower, Nati sotto Saturno (Born Under Saturn: The Character and Conduct of Artists, 1963), Collana Saggi, Torino, Einaudi, 1967.
- Allegoria e migrazione dei simboli (Allegory and the Migration of Symbols, 1977), ed. italiana, trad. Marcello Ciccuto, Introduzione di Giovanni Romano, Collana Biblioteca di storia dell'arte.Nuova serie n.8, Torino, Einaudi, 1987.
- La Scultura raccontata da Rudolf Wittkower dall'antichità al Novecento (Sculpture: Processes and Principles, 1977), traduzione di Renato Pedio, Torino, Einaudi, 1985.
- Palladio e il Palladianesimo, traduzione di M. Azzi Visentini, Collana Saggi n.669, Torino, Einaudi, 1984.
- Idea e Immagine. Studi sul Rinascimento italiano, Torino, Einaudi, 1992.
- R. Wittkower-Irma B.Jaffe, Architettura e arte dei gesuiti, Milano, Electa, 1992.